# Gochnatia mantuensis
Gochnatia mantuensis là một loài thực vật có hoa trong họ Cúc. Loài này được (C.Wright ex Griseb.) Jervis & Alain mô tả khoa học đầu tiên năm 1960.